# Howard Wilkinson
Howard Wilkinson, född 13 november 1943 i Sheffield i England, är en engelsk före detta fotbollsspelare och manager som numera är ordförande för Sheffield United FC. 
Wilkinson är mest ihågkommen som den senaste engelsman att som manager leda ett lag till ligaseger i England då han förde Leeds United till seger i ligamästerskapet 1991/92, Wilkinson har dessutom jobbat för engelska fotbollsförbundet där han bland annat var tillförordnad förbundskapten vid två tillfällen.

## Meriter

### Mästerskap och titlar som manager i Leeds
- Ligamästare med Leeds United säsongen 1991/1992
- Ligamästare division 2 med Leeds United säsongen 1989/1990

### Utmärkelser
- Howard Wilkson blev utsedd till årets manager i England säsongen 1991/1992.